# 28.ª Divisão (Japão)
A 28ª Divisão foi uma divisão de infantaria do Império do Japão que serviu durante a Segunda Guerra Mundial. A divisão foi formada no dia 10 de julho de 1940 in Tóquio, sendo desmobilizada no dia 13 de dezembro de 1945.

## Comandantes
| Comandante                     | Data                                           |
| ------------------------------ | ---------------------------------------------- |
| Lt. General Teizo Ishiguro     | 1 de agosto de 1940 - 1 de março de 1943       |
| Lt. General Senichi Kushibuchi | 1 de março de 1943 - 21 de janeiro de 1945     |
| Lt. General Toshiro Nomi       | 12 de janeiro de 1945 - 13 de dezembro de 1945 |

## Subordinação
- Grupo de Exércitos Kwantung - 10 de julho de 1940
- 1º Exército de Campo - julho de 1942
- 3º Exército de Campo - outubro de 1943
- 32º Exército - julho de 1944

## Ordem da Batalha
- 28. Grupo de Infantaria (desmobilizada no dia 7 de janeiro de 1944)
- 3. Regimento de Infantaria
- 30. Regimento de Infantaria
- 36. Regimento de Infantaria
- 28. Regimento de Cavalaria
- 28. Regimento de Artilharia de Montanha
- 28. Regimento de Engenharia
- 28. Regimento de Transporte
- Unidade de comunicação